# Квинт Цецилий Метел Кретик Силан
Вижте пояснителната страница за други личности с името Квинт Цецилий Метел.
Квинт Цецилий Метел Критски Силан, роден Марк Юний Силан (на латински: Quintus Caecilius Metellus Creticus Silanus; Marcus Junius Silanus) е политик на ранната Римска империя.

## Биография
Произлиза по рождение от фамилията Юнии, но е осиновен от клон Цецилии Метели на фамилията Цецилии. Той е осиновен от Квинт Цецилий Метел (военен трибун), син на Квинт Цецилий Метел Кретик (консул 69 пр.н.е.).
През 7 г. той е консул заедно с Авъл Лициний Нерва Силиан. Суфектконсул тази година е Луцилий Лонг. Той отива в Цизалпийска Галия и се бие против кимврите. През 12/13 и края на 17 г. той е консулски легат на Сирия. Силан взема под закрила изгонения от Армения цар Вононес I (Vonones I). Когато Германик е изпратен на Изток, го сменя Тиберий, защото дъщеря му Юния е сгодена за сина на Германик Нерон Юлий Цезар.